# Karkemisz

Mapa starożytnego Bliskiego Wschodu ok. 1000-800 p.n.e. z zaznaczonymi najważniejszymi aramejskimi i nowohetyckimi królestwami

Karkemisz (tur. Karkamış, asyr. Karkamisz, egip. Karkamesza) – starożytne miasto położone nad Eufratem w dzisiejszej wschodniej Turcji, w prowincji Gaziantep na granicy z Syrią. Obecnie turecka baza wojskowa, niewielkie miasteczko i stacja kolei bagdadzkiej. Najbliższym większym miastem jest Dżarabulus po stronie syryjskiej. Dostęp do starożytnych ruin, ze względu na strefę nadgraniczną, jest ograniczony. 

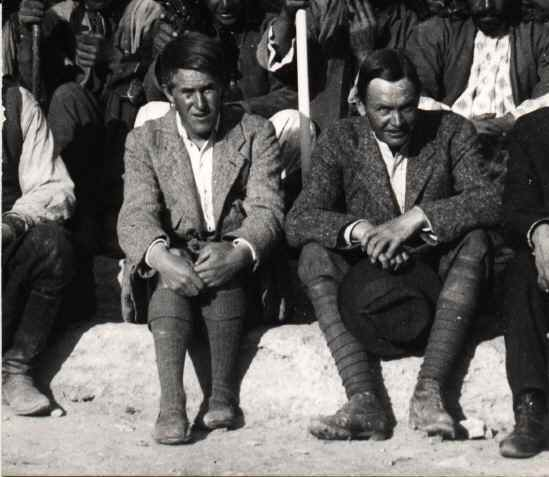
Thomas E. Lawrence (z lewej) i C. Leonard Woolley w trakcie prac wykopaliskowych w Karkemisz (wiosna 1913 roku)

## Historia
Miasto zawdzięczało swój rozwój korzystnemu położeniu na skrzyżowaniu szlaków handlowych, łączących Anatolię, Mezopotamię i Egipt. Było ośrodkiem kultu bogini Kubaby (hetycka „poprzedniczka” frygijskiej bogini Kybele). Nazwa Karkemisz po raz pierwszy pojawiła się na tabliczkach z Mari, datowanych na 1800 r. p.n.e. W tym okresie władzę w mieście, stanowiącym zarazem stolicę królestwa obejmującego okoliczne ziemie sprawował król Aplachanda i jego syn Jatarami.
W pewnym okresie na krótko miasto zdobyli Egipcjanie, a w sąsiedztwie Karkemisz faraon Totmes III wystawił stelę, sławiącą swoje syryjskie zwycięstwa.
W połowie XIV w. p.n.e. hetycki król Suppiluliuma I po tygodniowym oblężeniu zdobył twierdzę i wcielił ją do państwa hetyckiego. Karkemisz stało się wicekrólestwem hetyckim w Syrii. Władcą został Pijassili, syn Suppiluliumy I.
Potęga miasta rosła, a jego kolejni władcy: Szahurunuwa, Ini-Teszup i Talmi-Teszup odgrywali znaczącą rolę w wydarzeniach dziejących się w północnej Syrii.
Podczas bitwy pod Kadesz po stronie Hetytów brały udział również wojska z Karkemisz. Gdy król hetycki Mursili II zdominował królestwo Ugarit, to właśnie wicekról z Karkemisz stał na straży zawartych traktatów. 
W czasie najazdu ludów morskich na królestwa w Azji Mniejszej Karkemisz uległo zniszczeniu. Za panowania Sargona II w 717 p.n.e. Asyria zamieniła obszar podległy niegdyś władzy Karkemisz w swoją prowincję. W 605 p.n.e. król babiloński Nabuchodonozor II pokonał pod Karkemisz egipską armię faraona Necho II.

## Asyryjska prowincja Karkemisz
Po zdobyciu Karkemisz (asyryjskie Gargamis) w 717 r. p.n.e. asyryjski król Sargon II (722-705 p.n.e.) uczynił to miasto stolicą nowo utworzonej prowincji noszącej tę samą nazwę. Prowincja wzmiankowana jest w tekstach administracyjnych z czasów panowania Sargona II i Aszurbanipala (669-627? p.n.e.). W asyryjskiej kronice eponimów wymieniani są dwaj gubernatorzy Karkemisz: Bel-emuranni (pełnił urząd limmu w 691 r. p.n.e.) i Ahu-ilaja (pełnił urząd limmu w 649 r. p.n.e.).

## Prace wykopaliskowe
W latach 1912–1919 (z przerwą w latach trwania I wojny światowej) w Karkemisz prace wykopaliskowe z ramienia British Museum prowadzili Leonard Woolley (odkrywca słynnych Grobów Królewskich z Ur) i Thomas Edward Lawrence (znany później jako Lawrence z Arabii).